# Stenochironomus varius
Stenochironomus varius är en tvåvingeart som beskrevs av Art Borkent 1984. Stenochironomus varius ingår i släktet Stenochironomus och familjen fjädermyggor.
Artens utbredningsområde är Venezuela. Inga underarter finns listade i Catalogue of Life.